# 雨乞山 (三重県津市)
雨乞山（あまごいやま）は、三重県津市と同県松阪市の境界にある山である。標高698.7mで、2万5千分の1地形図は「伊勢奥津」。高見山山地の北東に位置し、矢頭山の南にある。東側の白口峠から登路があり、山頂には三等三角点があるが視界は全くない。南西側の山麓にある多気（たげ）地区は南北朝時代の北畠氏根拠地で、北畠氏館跡には北畠神社がある。